# Niklas Vesterlund
Niklas Brøndsted Vesterlund Nielsen, född 6 juni 1999, är en dansk fotbollsspelare som spelar för norska Tromsø.

## Karriär
Vesterlund föddes i Köpenhamn och började spela fotboll i Vanløse IF. 2013 gick han till FC Köpenhamn. Vesterlund spelade sex matcher och gjorde ett mål för U19-laget i Uefa Youth League 2016/2017.
Den 7 februari 2019 värvades Vesterlund av Trelleborgs FF, där han skrev på ett treårskontrakt. Vesterlund gjorde sin Superettan-debut den 30 mars 2019 i en 2–2-match mot Gais. Totalt spelade han 21 ligamatcher under säsongen 2019. Säsongen 2020 spelade Vesterlund 24 ligamatcher och gjorde två mål.
Den 11 maj 2021 värvades Vesterlund av norska Tromsø, där han skrev på ett 2,5-årskontrakt. Vesterlund debuterade i Eliteserien den 24 maj 2021 i en 3–1-förlust mot Sandefjord, där han blev inbytt i den 88:e minuten mot Anders Jenssen.